# Suncus stoliczkanus
Suncus stoliczkanus es una especie de musaraña de la familia Soricidae.

## Distribución geográfica
Se encuentra en Bangladés, la India, Nepal y Pakistán.  